# 후박나무
후박나무(학명: Machilus thunbergii)는 녹나무과의 늘푸른 넓은잎 큰키나무이다. 동아시아에서 특히 많이 자생하며, 높게는 약 20m까지 자랄 수 있다.

## 생태
한국·중국·필리핀·일본 등지의 따뜻한 지역에서 자란다. 한국에서는 울릉도 및 남쪽 바닷가의 산기슭에서 자란다. 키는 15~20 미터 정도까지 큰다. 나무껍질은 녹갈색인데 회색 무늬가 있다. 잎은 어긋나는데 가지 끝에 촘촘히 나서 모여나는 것 같이 보인다. 잎몸은 거꾸로 된 길둥근꼴이며 길이 7~15 센티미터, 너비 3~7 센티미터 정도 된다. 가죽질이고 끝이 길어지며 가장자리는 밋밋하다. 봄에 나는 새순이 붉게 물들어 아름답다. 꽃은 오뉴월에 피는데, 잎겨드랑이에서 나오는 원추꽃차례에 조그만 황록색 꽃이 모여 달린다. 열매는 장과로 꽃이 핀 다음해 7~9월에 흑자색으로 익는다.
변종으로 왕후박나무(P. thunbergii var. obovata Nakai)가 있다.

## 사진

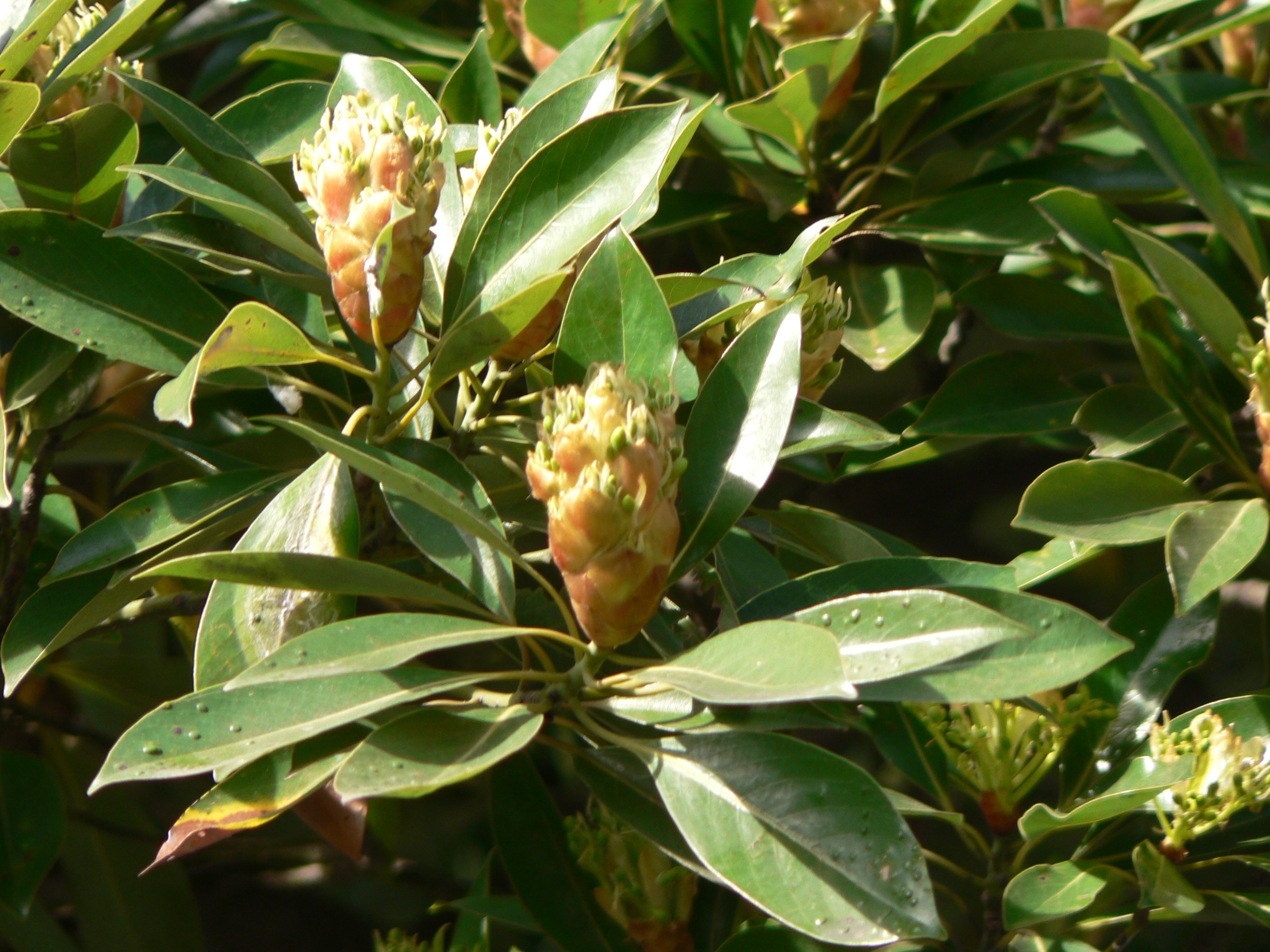
원추꽃차례에 핀 꽃
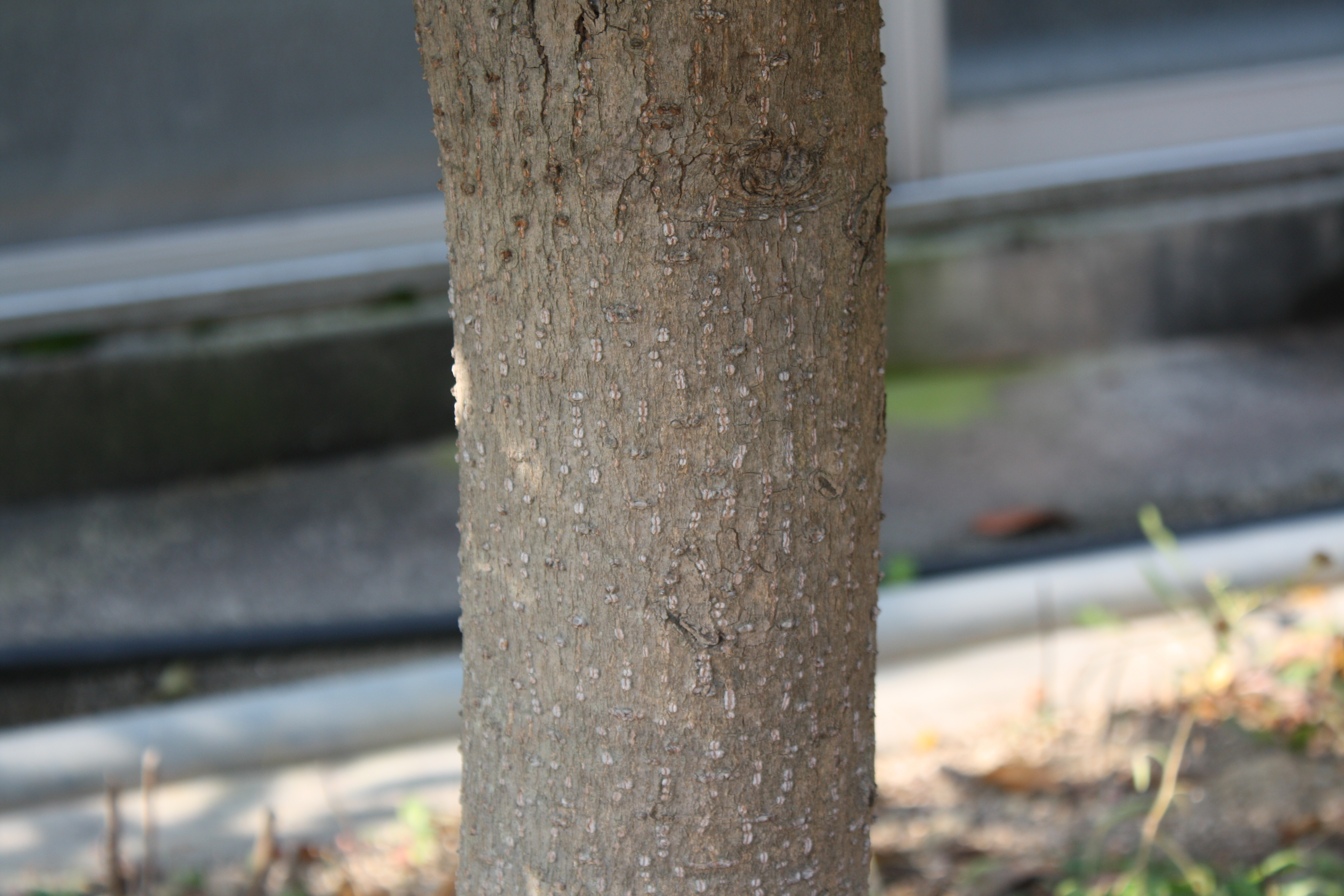
줄기
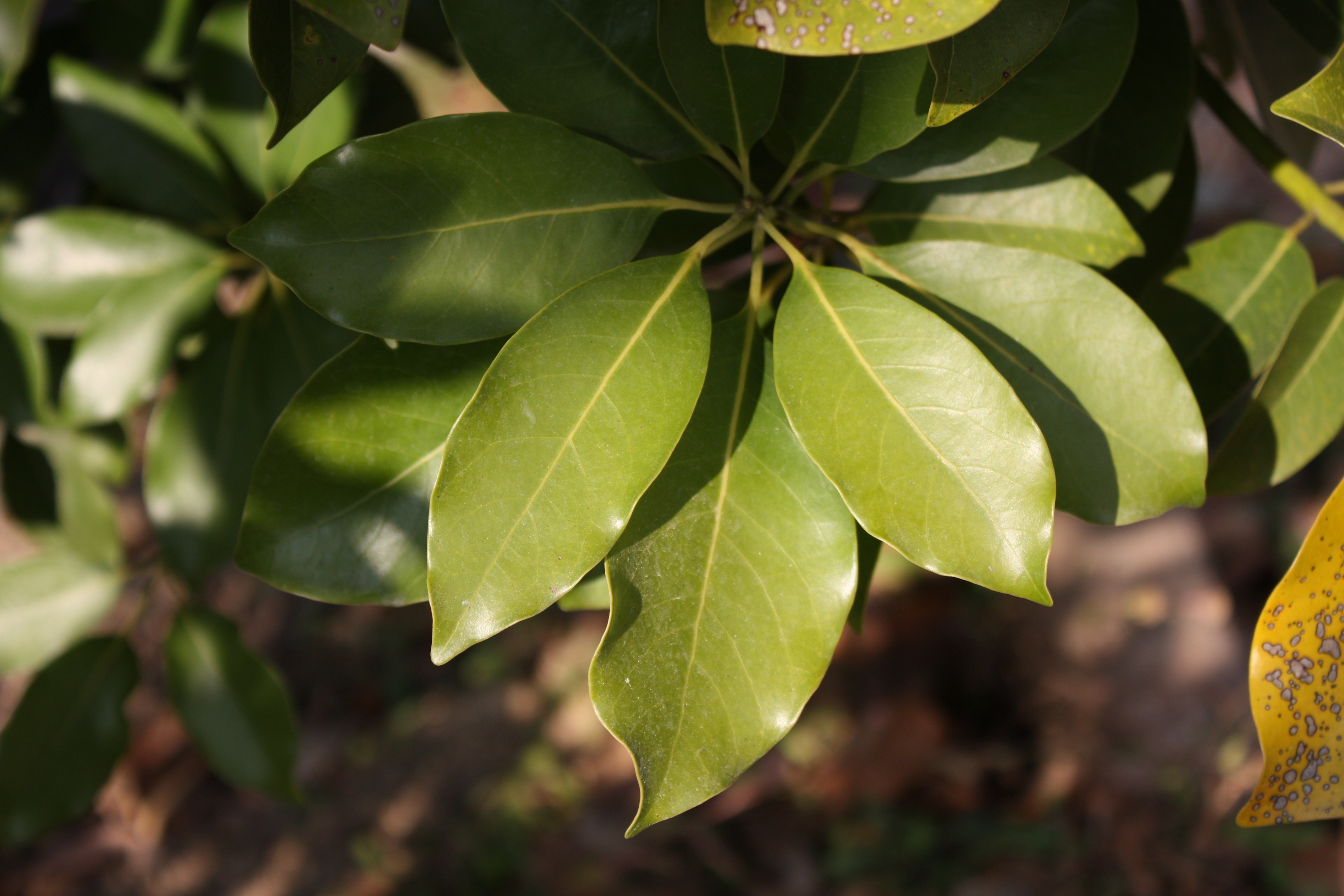
잎

## 같이 보기
대한민국에서는 아래 후박나무를 천연기념물로 보호하고 있다.
- 추도의 후박나무
- 우도의 생달나무와 후박나무
- 진도 관매리의 후박나무
- 부안 격포리의 후박나무 군락
- 산방산암벽식물지대
- 장흥 삼산리 후박나무
- 남해 창선면의 왕후박나무

## 참고 문헌
- 《조경수목 핸드북》. 광일문화사. 2000. ISBN 898524325X.
- 《나무 쉽게 찾기》. 진선출판사. 2004. ISBN 9788972214144.